# Krizet
Krizet (angl. criset, něm.: Crissette) je historický název pro bavlnářskou tkaninu vyrobenou v oboulícním čtyřvazném kepru lomeném ve střídě vazby. Osnova byla obvykle v modré barvě a režně bílý útek se tkal z vigoňové příze s nízkým zákrutem. Rubní strana tkaniny byla počesaná.
Tkaniny se používaly především jako podšívkovina.
V 21. století je krizet známý jen ze starších odborných příruček.
V německé odborné literatuře se popisuje pod názvem croisé obdobná bavlnářská tkanina. Z polyesterových filamentů se vyrábí na tento způsob podšívkovina s hmotností 74 g/m2 pro funkční textilie.